# Intertoto-Cup 1969
Der 3. Intertoto-Cup wurde im Jahr 1969 ausgespielt. Das Turnier wurde mit 36 Mannschaften ausgerichtet.

## Gruppenphase

### Gruppe 1
| Pl. | Verein               | Sp. | S | U | N | Tore    | Diff. | Punkte |
| --- | -------------------- | --- | - | - | - | ------- | ----- | ------ |
| 1.  | Malmö FF             | 6   | 4 | 1 | 1 | 015:800 | +7    | 09:30  |
| 2.  | 1. FC Kaiserslautern | 6   | 3 | 0 | 3 | 009:800 | +1    | 06:60  |
| 3.  | Olympique Marseille  | 6   | 1 | 3 | 2 | 003:900 | −6    | 05:70  |
| 4.  | FC Servette Genf     | 6   | 1 | 2 | 3 | 007:900 | −2    | 04:80  |

|                      | Schweden | Deutschland Bundesrepublik | Frankreich | Schweiz |
| -------------------- | -------- | -------------------------- | ---------- | ------- |
| Malmö FF             |          | 4:0                        | 1:0        | 4:2     |
| 1. FC Kaiserslautern | 1:3      |                            | 6:0        | 1:0     |
| Olympique Marseille  | 1:1      | 1:0                        |            | 1:1     |
| FC Servette Genf     | 4:2      | 0:1                        | 0:0        |         |

### Gruppe 2
| Pl. | Verein                       | Sp. | S | U | N | Tore    | Diff. | Punkte |
| --- | ---------------------------- | --- | - | - | - | ------- | ----- | ------ |
| 1.  | Górniczy KS Szombierki Bytom | 6   | 3 | 2 | 1 | 017:600 | +11   | 08:40  |
| 2.  | Östers IF                    | 6   | 3 | 2 | 1 | 011:800 | +3    | 08:40  |
| 3.  | Deventer VV Go Ahead         | 6   | 1 | 3 | 2 | 010:800 | +2    | 05:70  |
| 4.  | FC Lugano                    | 6   | 0 | 3 | 3 | 003:190 | −16   | 03:90  |

|                              | Polen 1944 | Schweden | Niederlande | Schweiz |
| ---------------------------- | ---------- | -------- | ----------- | ------- |
| Górniczy KS Szombierki Bytom |            | 2:1      | 1:0         | 11:0    |
| Östers IF                    | 3:1        |          | 3:2         | 1:0     |
| Deventer VV Go Ahead         | 2:2        | 1:1      |             | 1:1     |
| FC Lugano                    | 0:0        | 2:2      | 0:4         |         |

### Gruppe 3
| Pl.                                                                                       | Verein             | Sp. | S | U | N | Tore    | Diff. | Punkte |
| ----------------------------------------------------------------------------------------- | ------------------ | --- | - | - | - | ------- | ----- | ------ |
| 1.                                                                                        | SpVgg Fürth 1      | 6   | 2 | 3 | 1 | 007:500 | +2    | 07:50  |
| 2.                                                                                        | Zagłębie Sosnowiec | 6   | 3 | 1 | 2 | 008:600 | +2    | 07:50  |
| 3.                                                                                        | Wiener Sport-Club  | 6   | 2 | 1 | 3 | 014:110 | +3    | 05:70  |
| 4.                                                                                        | Djurgårdens IF     | 6   | 2 | 1 | 3 | 009:160 | −7    | 05:70  |
| 1 Die SpVgg Fürth wurde aufgrund der größeren Zahl auswärts erzielter Tore Gruppensieger. |                    |     |   |   |   |         |       |        |

|                    | Deutschland Bundesrepublik | Polen 1944 | Osterreich | Schweden |
| ------------------ | -------------------------- | ---------- | ---------- | -------- |
| SpVgg Fürth        |                            | 0:0        | 1:0        | 1:1      |
| Zagłębie Sosnowiec | 1:0                        |            | 3:1        | 3:0      |
| Wiener Sport-Club  | 2:2                        | 3:0        |            | 6:0      |
| Djurgårdens IF     | 1:3                        | 2:1        | 5:2        |          |

### Gruppe 4
| Pl. | Verein         | Sp. | S | U | N | Tore    | Diff. | Punkte |
| --- | -------------- | --- | - | - | - | ------- | ----- | ------ |
| 1.  | Jednota Žilina | 6   | 4 | 1 | 1 | 012:700 | +5    | 09:30  |
| 2.  | Örebro SK      | 6   | 2 | 2 | 2 | 009:700 | +2    | 06:60  |
| 3.  | NEC Nijmegen   | 6   | 1 | 4 | 1 | 008:700 | +1    | 06:60  |
| 4.  | AC Bellinzona  | 6   | 1 | 1 | 4 | 006:140 | −8    | 03:90  |

|                | Tschechoslowakei | Schweden | Niederlande | Schweiz |
| -------------- | ---------------- | -------- | ----------- | ------- |
| Jednota Žilina |                  | 4:1      | 2:1         | 3:0     |
| Örebro SK      | 3:0              |          | 1:1         | 1:2     |
| NEC Nijmegen   | 1:1              | 0:0      |             | 2:0     |
| AC Bellinzona  | 1:2              | 0:3      | 3:3         |         |

### Gruppe 5
| Pl. | Verein         | Sp. | S | U | N | Tore    | Diff. | Punkte |
| --- | -------------- | --- | - | - | - | ------- | ----- | ------ |
| 1.  | IFK Norrköping | 6   | 3 | 1 | 2 | 011:800 | +3    | 07:50  |
| 2.  | SK Rapid Wien  | 6   | 2 | 2 | 2 | 013:700 | +6    | 06:60  |
| 3.  | Hannover 96    | 6   | 2 | 2 | 2 | 007:800 | −1    | 06:60  |
| 4.  | BSC Young Boys | 6   | 2 | 1 | 3 | 008:160 | −8    | 05:70  |

|                | Schweden | Osterreich | Deutschland Bundesrepublik | Schweiz |
| -------------- | -------- | ---------- | -------------------------- | ------- |
| IFK Norrköping |          | 3:2        | 1:0                        | 1:2     |
| SK Rapid Wien  | 0:0      |            | 2:0                        | 8:1     |
| Hannover 96    | 3:2      | 1:1        |                            | 1:1     |
| BSC Young Boys | 1:4      | 2:0        | 1:2                        |         |

### Gruppe 6
| Pl. | Verein               | Sp. | S | U | N | Tore    | Diff. | Punkte |
| --- | -------------------- | --- | - | - | - | ------- | ----- | ------ |
| 1.  | Jednota Trenčín      | 6   | 5 | 1 | 0 | 016:300 | +13   | 11:10  |
| 2.  | FK Austria Wien      | 6   | 2 | 1 | 3 | 010:100 | ±0    | 05:70  |
| 3.  | 1. FC Saarbrücken    | 6   | 2 | 1 | 3 | 007:110 | −4    | 05:70  |
| 4.  | Kjøbenhavns Boldklub | 6   | 1 | 1 | 4 | 011:200 | −9    | 03:90  |

|                      | Tschechoslowakei | Osterreich | Deutschland Bundesrepublik | Danemark |
| -------------------- | ---------------- | ---------- | -------------------------- | -------- |
| Jednota Trenčín      |                  | 3:2        | 1:0                        | 5:0      |
| FK Austria Wien      | 0:2              |            | 0:0                        | 5:3      |
| 1. FC Saarbrücken    | 0:4              | 1:0        |                            | 2:3      |
| Kjøbenhavns Boldklub | 1:1              | 1:3        | 3:4                        |          |

### Gruppe 7
| Pl. | Verein            | Sp. | S | U | N | Tore    | Diff. | Punkte |
| --- | ----------------- | --- | - | - | - | ------- | ----- | ------ |
| 1.  | BK Frem København | 6   | 3 | 3 | 0 | 012:700 | +5    | 09:30  |
| 2.  | Groninger VAV     | 6   | 2 | 2 | 2 | 006:700 | −1    | 06:60  |
| 3.  | VCHZ Pardubice    | 6   | 2 | 1 | 3 | 007:100 | −3    | 05:70  |
| 4.  | LASK Linz         | 6   | 1 | 2 | 3 | 006:700 | −1    | 04:80  |

|                   | Danemark | Niederlande | Tschechoslowakei | Osterreich |
| ----------------- | -------- | ----------- | ---------------- | ---------- |
| BK Frem København |          | 2:0         | 3:1              | 2:1        |
| Groninger VAV     | 2:2      |             | 1:2              | 1:0        |
| VCHZ Pardubice    | 1:1      | 1:2         |                  | 2:1        |
| LASK Linz         | 2:2      | 0:0         | 2:0              |            |

### Gruppe 8
| Pl. | Verein       | Sp. | S | U | N | Tore    | Diff. | Punkte |
| --- | ------------ | --- | - | - | - | ------- | ----- | ------ |
| 1.  | Wisła Krakau | 6   | 4 | 1 | 1 | 010:700 | +3    | 09:30  |
| 2.  | VSS Košice   | 6   | 3 | 2 | 1 | 014:800 | +6    | 08:40  |
| 3.  | Lierse SK    | 6   | 2 | 3 | 1 | 011:600 | +5    | 07:50  |
| 4.  | Esbjerg fB   | 6   | 0 | 0 | 6 | 002:160 | −14   | 0:12   |

|              | Polen 1944 | Tschechoslowakei | Belgien | Danemark |
| ------------ | ---------- | ---------------- | ------- | -------- |
| Wisła Krakau |            | 4:0              | 2:1     | 2:1      |
| VSS Košice   | 4:0        |                  | 2:2     | 4:0      |
| Lierse SK    | 1:1        | 1:1              |         | 4:0      |
| Esbjerg fB   | 0:1        | 1:3              | 0:2     |          |

### Gruppe 9
| Pl. | Verein               | Sp. | S | U | N | Tore    | Diff. | Punkte |
| --- | -------------------- | --- | - | - | - | ------- | ----- | ------ |
| 1.  | Odra Opole           | 6   | 4 | 1 | 1 | 011:400 | +7    | 09:30  |
| 2.  | KSK Beveren          | 6   | 2 | 2 | 2 | 008:600 | +2    | 06:60  |
| 3.  | FC La Chaux-de-Fonds | 6   | 3 | 0 | 3 | 009:130 | −4    | 06:60  |
| 4.  | B 1913 Odense        | 6   | 1 | 1 | 4 | 004:900 | −5    | 03:90  |

|                      | Polen 1944 | Belgien | Schweiz | Danemark |
| -------------------- | ---------- | ------- | ------- | -------- |
| Odra Opole           |            | 2:0     | 3:0     | 2:0      |
| KSK Beveren          | 0:0        |         | 4:0     | 1:1      |
| FC La Chaux-de-Fonds | 3:2        | 3:2     |         | 3:1      |
| B 1913 Odense        | 1:2        | 0:1     | 1:0     |          |

## Intertoto-Cup Sieger 1969
- Malmö FF
- Górniczy KS Szombierki Bytom
- SpVgg Fürth
- Jednota Žilina
- IFK Norrköping
- Jednota Trenčín
- BK Frem København
- Wisła Krakau
- Odra Opole